# 野寺 (稲美町)
野寺（のでら）は、兵庫県加古郡稲美町の大字。郵便番号は675-1104。

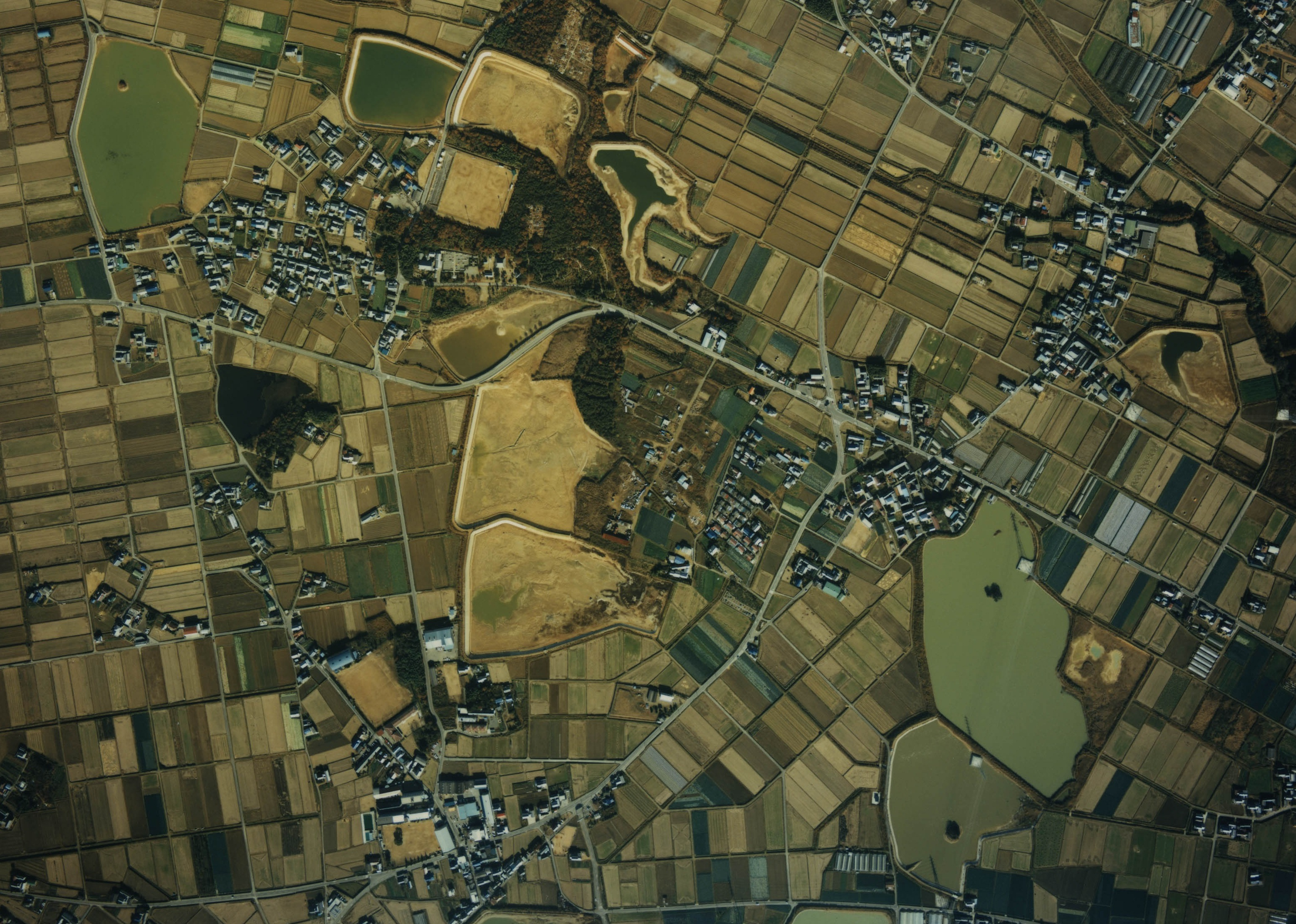
野寺（1985年度撮影）

## 地理
稲美町の母里地区中央部に位置しており、印南台地を流れる草谷川の東側流域沿いにあたる。播磨西国三十三箇所二十四番札所の野寺山高薗寺があり、全体的に農村地帯である。東側は野谷、草谷・西側は加古、北山・南側は蛸草・北側は下草谷に接する。

## 歴史

### 沿革
- 1955年3月30日 - 母里村大字野寺から稲美町大字野寺に変更される。

### 字域の変遷
| 実施前               | 実施年        | 実施後               |
| -------------------- | ------------- | -------------------- |
| 加古郡母里村大字野寺 | 1955年3月30日 | 加古郡稲美町大字野寺 |

## 世帯数と人口
2022年（令和4年）2月28日現在の世帯数と人口は以下の通りである。
| 町丁 | 世帯数  | 人口  |
| ---- | ------- | ----- |
| 野寺 | 311世帯 | 788人 |

## 小・中学校の学区
町立小・中学校に通う場合、学区は以下の通りとなる。
| 番地 | 小学校             | 中学校               |
| ---- | ------------------ | -------------------- |
| 一部 | 稲美町立加古小学校 | 稲美町立稲美北中学校 |
| 一部 | 稲美町立母里小学校 | 稲美町立稲美中学校   |

## 交通

### 鉄道
地内には鉄道は走っていない。

### バス
- 神姫バス

### 道路

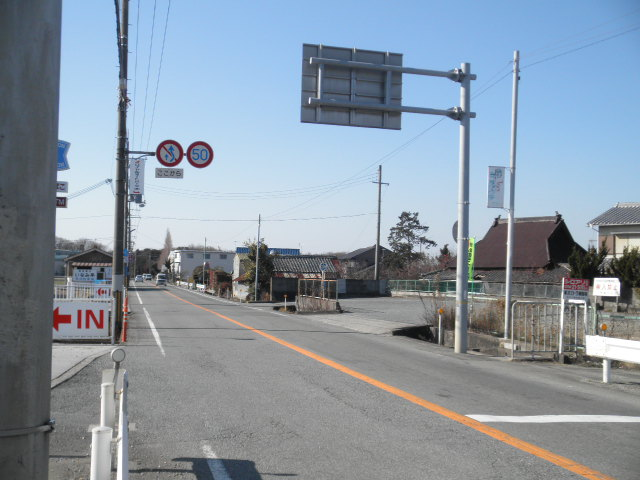
兵庫県道65号神戸加古川姫路線
- 兵庫県道381号野谷平岡線
- 兵庫県道514号志染土山線

- 兵庫県道65号神戸加古川姫路線

## 施設
- 稲美町立母里小学校
- 母里幼稚園
- JA兵庫南 母里支店
- 高薗寺球場
- 高薗寺 - 真言宗の仏教寺院。山号は野寺山。

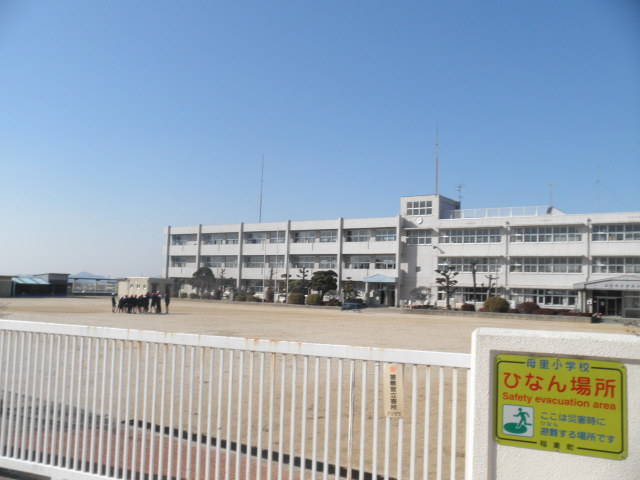
稲美町立母里小学校
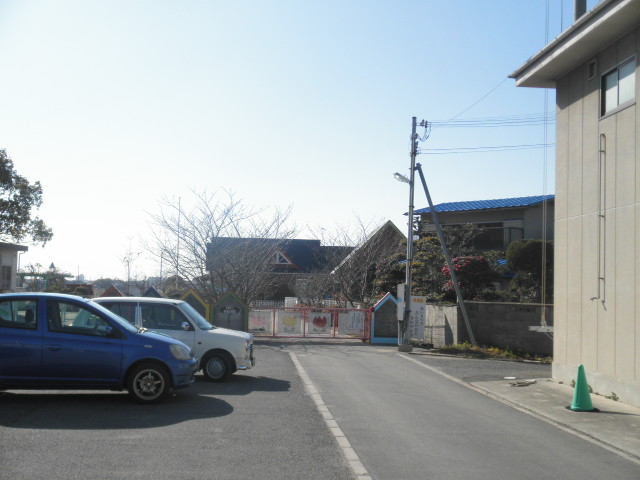
母里幼稚園
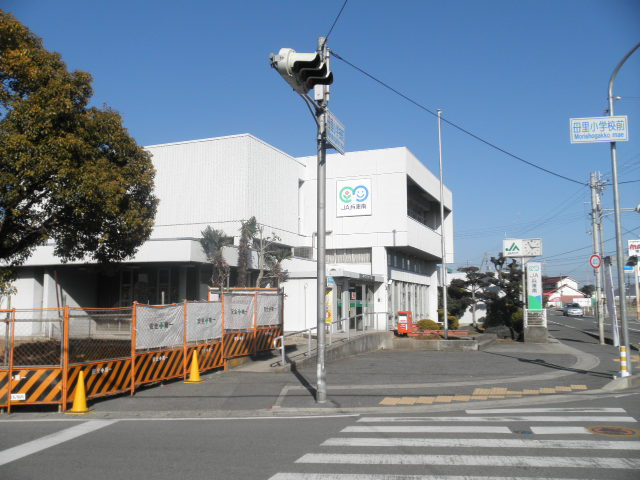
JA兵庫南 母里支店
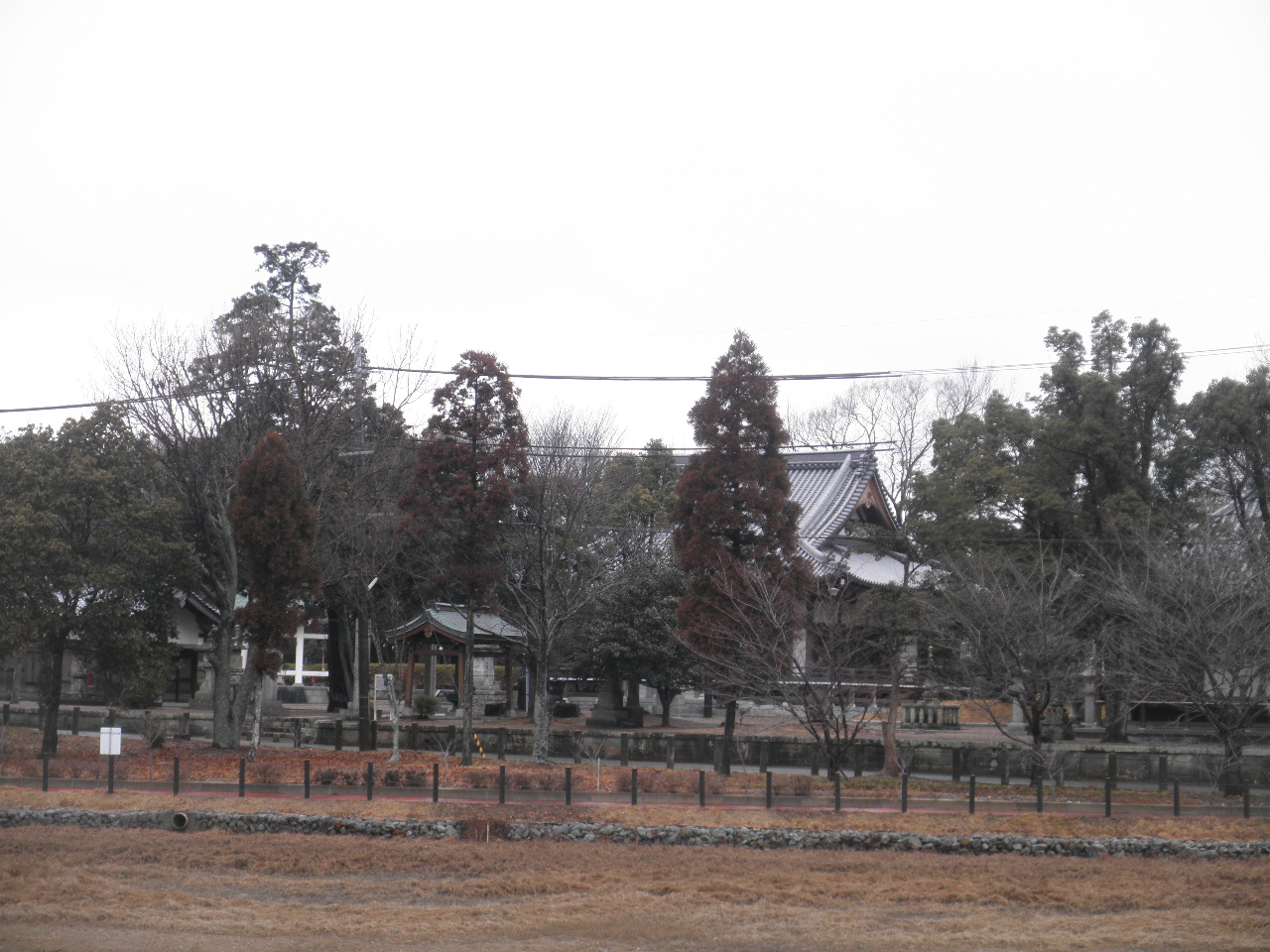
高薗寺